# Michel Piccoli
Michel Piccoli, właśc. Jacques Daniel Michel Piccoli (ur. 27 grudnia 1925 w Paryżu, zm. 12 maja 2020 w Saint-Philbert-sur-Risle) – francuski aktor filmowy, producent filmowy, reżyser i scenarzysta. Wystąpił w ponad 150 filmach. W ciągu całej swojej kariery był cztery razy nominowany do Cezara dla najlepszego aktora.

## Życiorys

### Wczesne lata
Urodził się w Paryżu jako syn włoskich imigrantów – Marcelle Zoë (Expert-Bezançon; 1892–1990), francuskiej pianistki, i Constantina Charlesa Henriego Piccoliego, skrzypka pochodzącego z Ticino. Aktorstwa uczył się pod kierunkiem Andrée Bauer-Théraud, a następnie w Cours d'art dramatique René-Simon.

### Kariera
W kinie zadebiutował mając 19 lat w małej roli wieśniaka tańczącego na przyjęciu w filmie kryminalnym Christian-Jaque’a Czary (Sortilèges, 1945) na podstawie scenariusza Jacques’a Préverta z Madeleine Robinson. W 1949 wystąpił w dramacie Przedświt (Le Point du jour) jako Georges Gohelle i ekranizacji powieści Gastona Lerouxa Zapach kobiety w czerni (Le Parfum de la dame en noir) jako Lebel. W 1952 trafił do paryskiego teatru Babylone w przedstawieniu Luigiego Pirandella Strzeż się Giacomino (Méfie-toi, Giacomino), a później związał się z teatrem Jeana-Louisa Barraulta i Renaud-Barrault.
Przez kolejne lata grał w filmie zazwyczaj role drugoplanowe, w tym jako oficer w komediodramacie kostiumowym René Claira Wielkie manewry (Les grandes manoeuvres, 1955) z Michèle Morgan, jako ojciec  Lizardi w dramacie przygodowym Luisa Buñuela Śmierć w ogrodzie (La Mort en ce jardin, 1956) z Simone Signoret czy jako Nuttheccio w filmie kryminalnym Jean-Pierre Melville’a Szpicel (Le doulos, 1962) u boku Jean-Paula Belmondo. Jego pierwszą główną rolą była postać pisarza Paula Javala w melodramacie Jean-Luca Godarda Pogarda (Le mépris, 1963) z Brigitte Bardot.
Kolejne, równie interesujące propozycje, to główne role w głośnych obrazach Luisa Buñuela; jako pan Monteil w kryminale Dziennik panny służącej (Le journal d'une femme de chambre, 1964) z Jeanne Moreau i jako minister w czarnej komedii Dyskretny urok burżuazji (Le charme discret de la bourgeoisie, 1972) u boku Fernanda Reya. W dreszczowcu Alfreda Hitchcocka Topaz (1969), na motywach powieści Leona Urisa, wcielił się w postać radzieckiego szpiega Jacques’a Granville. W filmach Claude’a Sauteta grywał z Romy Schneider – jako Pierre Bérard w dramacie Okruchy życia (Les choses de la vie, 1970), jako tytułowy paryski detektyw Max, niezależny finansowo i sfrustrowany gangami, których nie jest w stanie złapać w dramacie Max i ferajna (Max et les ferrailleurs, 1970) i jako Simon Léotard w komediodramacie Mado (1976).
W głośnym filmie Marco Ferreriego Wielkie żarcie (La Grande bouffe, 1973), u boku Marcella Mastroianniego, zagrał postać Michela. Obraz ten, w roku premiery, został uznany za szokujący i prowokacyjny, a na 26. MFF w Cannes – „jednym z największych skandali”.
Ponownie spotkał się na planie filmowym z Romy Schneider w komediodramacie Nieznajoma z Sans-Souci (La Passante du Sans-Souci, 1982), gdzie jako Max Baumstein zabija ambasadora Paragwaju, bo rozpoznał w nim byłego nazistę.
Ostatnią znaczącą kreacją aktora była rola papieża w obrazie Habemus Papam: mamy papieża (Habemus Papam, 2011), w reżyserii Nanniego Morettiego.
Piccoli przewodniczył jury Złotej Kamery na 52. MFF w Cannes (1999). Zasiadał również w jury konkursu głównego na 60. MFF w Cannes (2007).

### Nagrody

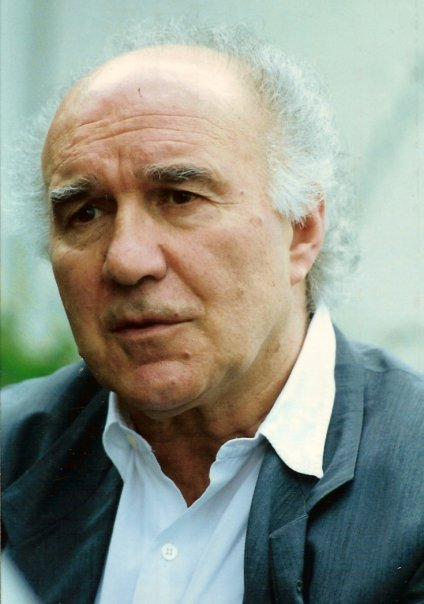
Piccoli na 46. MFF w Cannes (1993).

W 1973 na Międzynarodowym Festiwalu Filmów Fantastycznych Avoriaz otrzymał nagrodę dla najlepszego aktora za tytułową rolę w komedii Themroc (1973). W 1980 na 33. MFF w Cannes został uhonorowany nagrodą za pierwszoplanową rolę męską za kreację rzymskiego sędziego Mauro Ponticelliego w komediodramacie  Marca Bellocchio Skok w pustkę (Salto nel vuoto, 1979). Rola Bertranda Malaira, nowego szefa w dramacie Dziwna sprawa (Une étrange affaire, 1981) na 32. MFF w Berlinie w 1982 przyniosła mu Srebrnego Niedźwiedzia dla najlepszego aktora i nominację do Cezara. Jako Tac-Tac, Ami de Liebskind w dreszczowcu Przekątna gońca (La diagonale du fou, 1984) był nominowany do Cezara dla najlepszego aktora. Za rolę Friedricha Hofreitera w austriacko-niemieckim dramacie Daleki ląd (Das weite Land, 1987) zdobył Nagrodę Związku Krytyków. Tytułowa kreacja pogodnego 60-latka Milou Vieuzaca w komedii historycznej Milou w maju (Milou en mai, 1990) z Miou-Miou przyniosła mu nominację do Cezara.
Za rolę Edouarda Frenhofera w dramacie Jacques’a Rivette Piękna złośnica (La belle noiseuse, 1991) z Jane Birkin i Emmanuelle Béart był nominowany do Cezara. W 2001 odebrał europejską nagrodę teatralną. W latach 2006–2006 był dwukrotnie nominowany do teatralnej nagrody Moliera za występ w sztuce Williama Shakespeare’a Król Lear. Za postać Marcela w dramacie Les Toits de Paris (2007) otrzymał nagrodę na MFF w Locarno. W 2011 został laureatem honorowej Europejskiej Nagrody Filmowej za całokształt pracy artystycznej.
Rola kardynała Melville’a wybranego papieżem w komediodramacie Habemus Papam: mamy papieża przyniosła mu nagrodę David di Donatello w kategorii najlepszy aktor.

### Poglądy polityczne
Piccoli stał się znany ze swoich poglądów lewicowych. Był aktywistą na rzecz praw człowieka, w 1981 wspierał Niezależny Samorządny Związek Zawodowy „Solidarność”. W 2002, w kampanii prezydenckiej poparł kandydaturę socjalistycznego premiera Lionela Jospina. Był zagorzałym przeciwnikiem skrajnie prawicowego ugrupowania Zjednoczenie Narodowe (dawniej Front Narodowy). W lutym 2000 pojechał do Wiednia na wielką demonstrację przeciwko udziałowi ultraprawicy Jörga Haidera w rządzie Austrii.

## Życie prywatne
Był trzykrotnie żonaty. 1 marca 1954 poślubił szwajcarską aktorkę Eleonore Hirt, z którą miał córkę Anne-Cordelię, jednak 12 lipca 1960 doszło do rozwodu. 12 grudnia 1966 ożenił się z francuską piosenkarką Juliette Gréco. 15 listopada 1976 rozwiedli się. 8 lipca 1978 aż do śmierci był mężem scenarzystki Ludivine Clerc, z którymi adoptował dwoje dzieci polskiego pochodzenia Inord i Missię.
Utrzymywał przyjacielskie stosunki z Catherine Deneuve, Marcello Mastroiannim, Simone Signoret, Yves’em Montandem, Jeanem-Paulem Sartre’em i Simone de Beauvoir.
Zmarł 12 maja 2020 w wieku 94 lat w Saint-Philbert-sur-Risle w Normandii, gdzie mieszkał z rodziną od 1978. Powodem jego śmierci był udar mózgu.